# Cyclovoltammetrie

Abbildung 1: Potential und Stromdichte in einem reversiblen elektrochemischen Redox-Experiment (Graphit-Stabelektrode in 5 mM Fe Spezies mit 1 M Kaliumnitrat im Hintergrund). Ein Vergleich mit dem Elektrolyten im Hintergrund ohne redoxaktive Spezies findet sich hier.

Abbildung 2: Typisches Cyclovoltammogramm, generiert aus den Zeitverläufen in Abbildung 1. j_{PA} und j_{PC} zeigen die anodische bzw. kathodische Peakstromdichte einer reversiblen Redoxreaktion. E_{PA} und E_{PC} sind die dazugehörigen Peakpotentiale.

Die Cyclovoltammetrie, auch zyklische Voltammetrie oder Dreieckspannungsmethode genannt, ist ein analytisches Verfahren, mit dem man verschiedene Elektrodenprozesse untersuchen kann.
Bei der zyklischen Voltammetrie wird an die Arbeitselektrode in einem Elektrolyten erst ein linear ansteigendes oder abfallendes und anschließend ein rückläufiges Potential angelegt. Von diesem dreieckförmigen Spannungsverlauf kommt die Bezeichnung Dreieckspannungsmethode.
Wenn sich an der Arbeitselektrode ein elektrochemisch aktiver Stoff befindet, wird dieser bei einem charakteristischen Potential oxidiert oder reduziert, siehe Abbildung 1. Der Spannungswert zwischen dem Oxidations- und dem Reduktionspeak gibt das Normalpotential einer elektrolytischen Reaktion an und somit Rückschluss auf die enthaltenen Spezies. Neben der Stoffidentifikation in der analytischen Chemie ist die Cyclovoltammetrie eine wichtige Methode zur Charakterisierung von elektrochemischen Katalysatoren.
Bei den CV oder Cyclovoltammogrammen (in der älteren Literatur „Zyklovoltammogrammen“) wird dann die Stromdichte gegen das Elektrodenpotential aufgetragen. Für eine reversible Redoxreaktion wie oben ergibt sich dann die Auftragung wie in Abbildung 2.

## Funktionsweise

### Experimenteller Aufbau

Experimenteller Aufbau: Der Potentiostat hält die Spannung zwischen Arbeits- und Referenzelektrode konstant auf U0, indem er einen Strom zwischen Arbeits- und Gegenelektrode treibt.

Die Cyclovoltammetrie wird üblicherweise mit drei Elektroden durchgeführt, die in einen ionenleitenden Elektrolyten getaucht sind:
- an der Arbeitselektrode finden die zu untersuchenden elektrochemischen Prozesse bei einem gegebenen Potential statt.
- mittels einer Referenzelektrode wird das Potential der Arbeitselektrode genau bestimmt.
- Mithilfe der Gegenelektrode wird der Strom zum Aufbau der Spannung bereitgestellt, welcher den elektrochemischen Prozessen entspricht.

Ein Potentiostat verbindet die drei Elektroden und sorgt für die Spannungssteuerung und Strommessung. Zwischen dem Potentiostaten und den elektrisch leitenden Elektroden fließen Elektronen. Im Elektrolyten hingegen liegt eine rein ionische Leitfähigkeit vor.

### Messablauf

Abbildung 3: Zyklovoltammogramme des oben beschriebenen Redoxsystems über einen weiten Bereich von Vorschubgeschwindigkeiten. Dieses Experiment nur mit dem Hintergrundelektrolyten ohne redoxaktive Spezies findet sich hier.

Ausgehend vom Startpotential, wofür oftmals die Leerlaufspannung (engl. open circuit potential, OCP) gewählt wird, wird eine Dreiecksspannung abgefahren. Dieser Spannungsverlauf wird definiert durch zwei Umkehrpotentiale und die Frequenz (auch als Vorschubgeschwindigkeit des Potentials bezeichnet). Je nach Polarität der Spannung an der Arbeitselektrode wird diese im positiven Fall zur Anode und bei negativen Potentialen zur Kathode. Die Umkehrpotentiale können entsprechend als kathodisches bzw. anodisches Umkehrpotential bezeichnet werden. Der fließende Strom wird in Abhängigkeit von der Spannung aufgezeichnet. Um die zeitliche Abhängigkeit der ablaufenden Prozesse zu untersuchen, werden oft mehrere Messungen unmittelbar hintereinander durchgeführt. Unter Verwendung dieser Ergebnisse können dann weitere Experimente folgen. So kann dann bei einem bestimmten Potential eine Wechselspannung überlagert und so eine Impedanz bestimmt werden.

### Interpretation
Grundsätzlich lässt sich die erhaltene Stromantwort in zwei Beiträge unterteilen:
- Der kapazitive Strom entsteht durch eine Änderung des Elektrodenpotentials und der damit verbundenen Neuordnung der elektrochemischen Doppelschicht. Er ist unabhängig vom Elektrodenpotential und entspricht in erster Näherung der Ladung bzw. Entladung eines klassischen Plattenkondensators.
- Der faradaysche Strom entsteht durch die elektrochemische Oxidation oder Reduktion einer chemischen Spezies und ist somit abhängig vom Elektrodenpotential.

Bei höheren Messfrequenzen der Dreiecksspannung wird der kapazitive Strom prominenter.
Bei einem gewissen positiven Potential setzt ein faradayscher Stromfluss ein. Direkt an der Oberfläche der Elektrode werden nun Teilchen oxidiert (z. B. Fe²⁺ zu Fe³⁺). Dabei ändert sich sofort das Verhältnis von oxidierten zu reduzierten Teilchen direkt vor der Elektrode nach der Nernstgleichung. Wenn die Konzentration der oxidierten und reduzierten Komponenten vor der Elektrode gleich ist, entspricht das Potential idealerweise dem Standardpotential eines Redoxprozesses der Nernstgleichung.
In der Realität sind die Peaks jedoch gegenüber dem Standardredoxpotential verschoben (d. h.  Oxidations- und Reduktionspeak liegen nicht direkt übereinander), da für die Teilprozesse des Elektronentransfers eine gewisse Überspannung benötigt wird. Der Mittelwert der beiden Peaks entspricht dem Standardredoxpotential. Nur bei einer reversiblen Reaktion können sowohl Oxidations- als auch Reduktionspeak beobachtet werden.
Je nach Frequenz der Dreiecksspannung ist der Stofftransport zur Elektrode limitierend. Nach kurzer Zeit bildet sich eine Verarmungszone an der Elektrodenoberfläche aus, welche eine geringere Stoffumsetzung und somit einen geringeren Strom bedeutet. Dieses Absinken des Stroms führt zur Ausbildung von Peaks im Voltammogramm (Abhängigkeit: Quadratwurzel der Zeit). Der Nachtransport der Redox-Spezies ist durch die Diffusion limitiert. Daraus resultiert auch die Diffusionsüberspannung.
Wichtig ist auch, zu wissen, wo das Voltammogramm aufgenommen wurde. So ist die Potential-Achse nach IUPAC gegenüber derjenigen in Amerika invertiert. Weitere Unterschiede können im Paper von Elgrishi nachgelesen werden.

## Theoretische Beschreibung
Im Cyclovoltammogramm tritt dann ein Peak auf (engl. Höchstwert, Spitze), den man als Überlagerung einer Stufenkurve (wie sie in der Polarografie auftritt) und einer Stromverlaufskurve einer diffusionskontrollierten Elektrodenreaktion (Cottrell-Kurve) interpretieren kann. Die genaue Form dieser Kurve hängt auch von der Vorschubgeschwindigkeit des Potentials ab, d. h. von der Frequenz der Dreiecksspannung.
Wenn ein reversibler Peak beobachtet wird, kann thermodynamische Information in Form eines Halbzellenpotentials E01/2 bestimmt werden. Wenn die Wellen halb-reversibel sind (ipa/ipc ist nahe, aber nicht gleich 1), kann es möglich sein, noch spezifischere Informationen zu bestimmen, siehe Elektrochemischer Reaktionsmechanismus.
Die Strommaxima für Oxidation und Reduktion hängen selbst von der Scanrate ab, siehe Abbildung.

Maximale anodische und kathodische Peakströme, ausgedrückt als und, in Abhängigkeit von der Scanrate für eine Graphit-Elektrode im oben genannten Elektrolyten: 5 mM Fe-Analyt in 1 M. Die gestrichelten Linien sind Fits mit in der Potenzanpassung. Daten auf GitHub

Um die Natur des elektrochemischen Reaktionsmechanismus zu untersuchen, ist es sinnvoll, eine Potenzanpassung gemäß folgender Gleichung durchzuführen:
{\displaystyle j_{max}^{;ox,red}=j_{0}+A\cdot {\bigg (}{\frac {Scanrate}{mV/s}}{\bigg )}^{x}}
Ein Fit mit {\displaystyle x=0{,}5} in der Abbildung zeigt die Proportionalität der Peakströme zur Quadratwurzel der Scanrate, wenn zusätzlich {\displaystyle j_{0}<A} erfüllt ist.
Dies führt zur sogenannten  Randles Sevcik Gleichung und der geschwindigkeitsbestimmende Schritt dieser elektrochemischen Redox-Reaktion kann der Diffusion zugeordnet werden.
Aber auch ohne elektroaktive Spezies kann die elektrochemische Reaktion der (oft aus einem Metall bestehenden) Elektrode mit dem Lösungsmittel, z. B. die Oxidation, zu einem Peak führen.
Des Weiteren können auch Adsorptionsprozesse an der Messelektrode zu Peaks führen („Deckschichtdiagramm“).
Bei einem reversiblen Elektrodenprozess ist das Potential an der Elektrodenoberfläche durch die Nernst-Gleichung bestimmt. Wegen der Diffusionskontrolle gilt das 1. Ficksche Gesetz. Daraus kann die Stromdichte {\displaystyle i_{P}} berechnet werden. Die entsprechende Randles-Sevčik -Gleichung lautet für den anodischen Halbzyklus (für den kathodischen Halbzyklus gilt eine entsprechende Formel):
{\displaystyle i_{P}=2,69\cdot 10^{5}\cdot c_{\mathrm {red} }\cdot {\sqrt {n^{3}\cdot \nu \cdot D_{\mathrm {red} }}}}
mit
- der Konzentration {\displaystyle c_{\mathrm {red} }} der reduzierten Form des untersuchten Stoffes
- der Anzahl {\displaystyle n} der Elektronen
- der Vorschubgeschwindigkeit {\displaystyle \nu } des Potentials (meist in mV/s)
- dem Diffusionskoeffizienten {\displaystyle D_{\mathrm {red} }} dieses Stoffes.

Eine genaue quantitative Erfassung der Messung ist auch möglich, wobei sich je nach Art der Elektrodenprozesse (reversibel oder irreversibel) verschiedene mathematische Ausdrücke ergeben. Allerdings können auch beide kombiniert auftreten.
Mit Hilfe der Cyclovoltammetrie kann man die Kinetik einer chemischen Reaktion aufklären. Normalerweise bedient man sich dabei bestimmter Diagnosekriterien, die für verschiedene Reaktionsmechanismen charakteristisch sind.
Neben Redoxreaktionen lassen sich bei geeigneter Reaktionsführung auch weitere reversible und irreversible Prozesse in einem cyclovoltammetrischen Experiment beobachten, etwa das Aufladen der Doppelschichtkapazität C, für das sich die Stromdichte j errechnet zu:
{\displaystyle j=-v\cdot C}.

## Abgeleitete Methoden
- Um die Effekte des Massentransfers zu untersuchen, kann die Arbeitselektrode in Rotation versetzt werden. Siehe Rotierende Scheibenelektrode.
- An der Arbeitselektrode stattfindende Prozesse können mit Hilfe des elektrochemischen Rastertunnelmikroskops während des Ablaufes der Cyclovoltammetrie beobachtet werden.